# Andriașivka, Krîjopil
Andriașivka (în ucraineană Андріяшівка) este localitatea de reședință a comunei Andriașivka din raionul Krîjopil, regiunea Vinnița, Ucraina.

## Demografie
Componența lingvistică a localității Andriașivka
     Ucraineană (100%)
Conform recensământului din 2001, toată populația localității Andriașivka era vorbitoare de ucraineană (100%).